# Leonid Ivanovich Rogozov
Leonid Ivanovich Rogozov (tiếng Nga: Леони́д Ива́нович Ро́гозов) (14 tháng 3 năm 1934 – 21 tháng 9 năm 2000) là một bác sĩ người Nga. Năm 1961, khi đang trên đường thám hiểm Nam Cực, Leonid Rogozov nhận ra mình bị viêm ruột thừa và sẽ chết nếu không được phẫu thuật cắt bỏ ruột thừa ngay lập tức. Vì là bác sĩ duy nhất trong cuộc thám hiểm nên ông buộc phải tự tay phẫu thuật cho chính mình. Đây là một trường hợp nổi tiếng về việc tự phẫu thuật thành công cho chính mình.

## Cuộc đời
Leonid Rogozov sinh ở Dauriya Station, Chita Oblast, một ngôi làng xa xôi ở Đông Siberia, gần Manzhouli, cách biên giới với Mông Cổ và Trung Quốc chỉ 17 km (11 dặm). Cha của Leonid Rogozov đã bị giết trong Chiến tranh thế giới thứ hai vào năm 1943. Mười năm sau, Leonid Rogozov hoàn thành nghiên cứu tại một trường trung học ở Minusinsk, Krasnoyarsk Krai rồi được nhận vào Học viện Y chuyên về Nhi khoa Leningrad (nay là Saint Petersburg). Sau khi tốt nghiệp năm 1959 với tư cách là một bác sĩ đa khoa, Leonid Rogozov tiếp tục được đào tạo lâm sàng để chuyên sâu về phẫu thuật. Tháng 9 năm 1960, Leonid Rogozov được 26 tuổi, ông đã tham gia vào một chuyến "Thăm Nam Cực của Liên Xô lần thứ sáu" với công việc là bác sĩ đoàn thám hiểm.

## Chuyến thám hiểm Nam Cực và ca mổ hy hữu

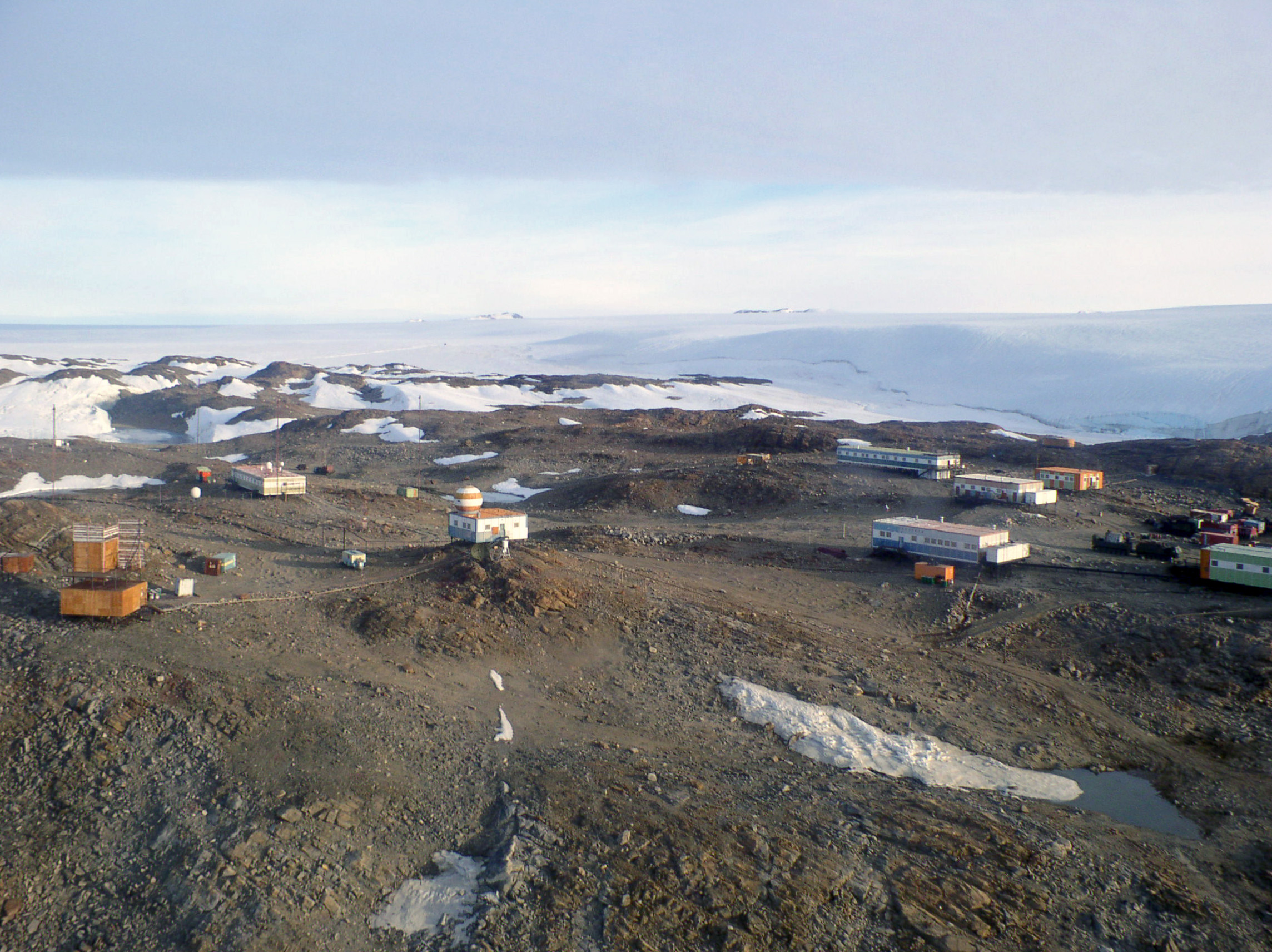
Trạm Novolazarevskaya năm 2006

Từ tháng 9 năm 1960 đến tháng 10 năm 1962, Leonid Rogozov làm việc tại Nam Cực với vai trò là bác sĩ duy nhất trong nhóm mười ba nhà nghiên cứu tại trạm Novolazarevskaya, một trạm nghiên cứu được thành lập vào tháng 1 năm 1961. Vào sáng ngày 29 tháng 4 năm 1961, Leonid Rogozov cảm thấy mệt, buồn nôn kèm theo triệu chứng sốt nhẹ, và sau đó là đau ở phần dưới bên phải của ổ bụng. Các triệu chứng này kéo dài cho đến ngày 30 tháng 4, Leonid Rogozov có dấu hiệu viêm phúc mạc cục bộ và dấu hiệu ngày càng trở nên rõ ràng hơn, tình trạng của ông đã trở nên tồi tệ hơn vào buổi tối. Vào thời điểm đó thì trạm nghiên cứu của Liên Xô gần nhất là Mirny cách trạm Novolazarevskaya nơi Leonid Rogozov đang ở hơn 1.600 km (1.000 dặm). Các trạm nghiên cứu về Nam Cực của các nước khác thì không có máy bay. Điều kiện thời tiết lúc đó diễn biến xấu và trời tối đã ngăn không cho máy bay có thể hạ hay cất cánh trong mọi trường hợp. Leonid Rogozov lúc này không có lựa chọn nào khác ngoài việc tự mình thực hiện ca mổ để cứu sống mình.
Ca mổ được Leonid Rogozov tiến hành bắt đầu vào lúc 2:00 giờ địa phương ngày 1 tháng 5 với sự giúp đỡ của một tài xế và một nhà khí tượng học. Những người trợ giúp đã cung cấp dụng cụ và cầm gương để quan sát các khu vực mà Leonid Rogozov không thể nhìn thấy trực tiếp. Trong ca mổ, Leonid Rogozov nằm bán ngửa còn vị trí mổ là bên trái cơ thể của ông. Leonid Rogozov tiến hành gây tê khu vực thành bụng bằng giải pháp 0,5% novocaine. Rogozov đã rạch một đường khoảng 10–12 cm trên thành bụng để mở ổ bụng. Theo ghi nhận của Leonid Rogozov, ông đã thấy một vết đen ở gốc của ruột thừa. Leonid Rogozov ước tính vết đen đó sẽ bị vỡ trong ngày hôm sau nếu không được giải phẫu kịp thời. Phần hoại tử đã được Leonid Rogozov cắt bỏ và thuốc kháng sinh đã được áp dụng đưa trực tiếp vào. Tình trạng yếu cơ và buồn nôn của Leonid Rogozov diễn ra trong khoảng 30-40 phút sau khi bắt đầu phẫu thuật, ông cần nghỉ liên tục trong những khoảng thời gian ngắn. Khoảng 4 giờ sáng, mọi hoạt động của ca mổ hoàn tất.
Sau khi nghỉ ngơi, cơ thể Leonid Rogozov dần hồi phục. Các dấu hiệu viêm phúc mạc của Rogozov dần cải thiện. Nhiệt độ cơ thể trở lại bình thường sau năm ngày, các chỉ khâu đã được gỡ bỏ 7 ngày sau khi phẫu thuật. Leonid Rogozov có thể tiếp tục công việc thường xuyên của mình trong khoảng hai tuần sau đó. Ca tự phẫu thuật này của Leonid Rogozov đã khiến ông trở nên nổi tiếng trước công chúng Xô Viết vào thời đó. Năm 1961 ông được trao Huân chương Cờ đỏ Lao động. Vụ việc này đã dẫn đến một sự thay đổi chính sách, chính quyền bắt buộc kiểm tra sức khoẻ rộng rãi đối với các nhân viên khi họ được triển khai trong các cuộc thám hiểm tương tự như vậy.

## Những năm cuối đời
Tháng 10 năm 1962, Leonid Rogozov trở lại Leningrad và bắt đầu làm việc tại một trường trung học. Tháng 9 năm 1966 ông làm báo cáo luận án tiến sĩ về Mắt. Một thời gian dài ông làm bác sĩ tại nhiều bệnh viện ở Leningrad. Từ năm 1986 đến năm 2000, ông công tác tại Viện nghiên cứu Pulculology Tubercular ở Saint Petersburg với công việc đứng đầu bộ phận phẫu thuật tại đây. Leonid Rogozov qua đời vào năm 2000, hưởng dương 66 tuổi, do bị ung thư phổi. Mộ phần ông hiện ở nghĩa trang Kovalovskom thuộc Saint Petersburg, Nga.

## Vinh danh
Ngày 23 tháng 6 năm 1961, Leonid Rogozov được nhà nước Liên Xô tặng thưởng "Huân chương Cờ đỏ Lao động" vì những thành tựu trong nghiên cứu khoa học ở Nam Cực và vì ông đã thể hiện sự dũng cảm nổi bật nhất trong cuộc thám hiểm phức tạp của Liên Xô tại Nam Cực. Ông cũng được trao nhiều huy hiệu và bằng khen khác cho các thành công mà ông từng nghiên cứu.
Những năm 1991, 1993 và 1998, câu chuyện tự phẫu thuật của ông đã được đưa vào sách kỷ lục của Liên Xô "Divo-90. Miracles. Records.", sách kỷ lục của Nga, SNG và các nước Baltic "Divo 93. Miracles. Records." và trong sách kỷ lục của Nga, SNG và các nước Baltic " Divo. Miracles. Records." được xuất bản với các ngôn ngữ Bulgarian, tiếng Đức, tiếng Anh, tiếng Séc.